# Juventus Football Club 2004-2005
Questa voce raccoglie le informazioni riguardanti la Juventus Football Club nelle competizioni ufficiali della stagione 2004-2005.

## Stagione

Da sinistra: il nuovo allenatore Fabio Capello, di ritorno a Torino dopo i trascorsi agonistici di trent'anni prima, accoglie il neoacquisto Zlatan Ibrahimović, il quale metterà a referto 16 gol in 35 gare nel suo primo campionato in maglia juventina.

Durante l'estate 2004, dopo la partenza di Marcello Lippi (una separazione già annunciata, che portò il viareggino sulla panchina della nazionale), il nuovo allenatore divenne Fabio Capello; il fatto destò scalpore, in quanto poco tempo prima l'ex tecnico della Roma si era dichiarato non interessato alla panchina bianconera. Dalla capitale giunsero anche Emerson e Zebina mentre in agosto, dopo la qualificazione per i gironi di Champions League furono perfezionati gli acquisti di Ibrahimović e Cannavaro, oltre a quello di Manuele Blasi. L'attaccante Trezeguet aveva manifestato la propria volontà di lasciare il club, ma fu proprio il nuovo allenatore a convincerlo a rimanere a Torino.
Il nuovo acquisto Ibrahimović andò a segno già alla prima giornata, nella vittoria per 0-3 sul terreno del Brescia. L'avvio del campionato proiettò, sin da subito, i bianconeri al comando. L'inizio di campionato fu, infatti, ottimo: alla vittoria contro i bresciani seguirono i successi contro Atalanta e Sampdoria. Il pareggio interno con il Palermo fu seguito da una nuova striscia di cinque vittorie, fino alla sconfitta in casa della Reggina. Dopo altre due vittorie, a fine novembre la squadra bianconera subì una rimonta da 0-2 a 2-2 (negli ultimi undici minuti) in casa dell'Inter, per poi ottenere altri due successi. In ambito internazionale la Juventus guadagnò anzitempo la qualificazione agli ottavi di finale della Champions League, forte di 5 vittorie consecutive per 1-0 nel girone. Sul fronte nazionale la squadra mantenne un rassicurante vantaggio sul Milan, cristallizzato dallo 0-0 al Delle Alpi del 18 dicembre 2004, e con tale divario andò a concludere l'anno solare.
A fine gennaio la Juventus, nel frattempo eliminata dalla Coppa Italia per mano dell'Atalanta, in campionato raggiunse un margine di +9 sulla seconda grazie a un doppio crollo dei rossoneri; soltanto una settimana più tardi, tuttavia, franò a sua volta con Sampdoria e Palermo e venne infine agganciata, proprio alla vigilia del turno di Champions League con il Real Madrid. Il calo di rendimento fu confermato dalla gara di andata con gli spagnoli, persa di misura al Santiago Bernabéu: nella sfida di ritorno, tuttavia, la Juventus riuscì a ribaltare la situazione con una vittoria per 2-0 ai supplementari che la portò ai quarti di finale.
In campionato gli uomini di Capello procedettero alla pari con il Milan, staccandolo per una sola giornata, subito dopo l'eliminazione europea giunta ad opera del Liverpool, poi laureatosi campione nella finale di Istanbul contro i succitati milanesi. Il 5 marzo 2005 la vittoria dei torinesi contro la Roma all'Olimpico sembrò chiudere con largo anticipo i giochi per lo scudetto, ma il passo falso casalingo nel derby d'Italia del 20 aprile, e soprattutto il gran ritmo di un Milan rimasto il solo capace d'inseguire i bianconeri, resero decisivo lo scontro diretto in programma il successivo 8 maggio. Le due formazioni giunsero così a contendersi buona parte dello scudetto al quart'ultimo turno, nei 90' di San Siro: un gol di Trezeguet nel primo tempo bastò ad assicurarsi i tre punti e spingere i torinesi a +3, distanza ulteriormente ampliata dopo il pareggio dei lombardi al Via del Mare contro il Lecce. Il titolo fu certo addirittura prima di scendere in campo, alla vigilia della penultima giornata, poiché il 20 maggio il Palermo impose il pari casalingo ai rossoneri, rendendo incolmabile il divario con i bianconeri. Il campionato fu chiuso alla quota di 86 punti: il Milan, secondo, fu staccato di 7 lunghezze, mentre l'Inter, terza, venne relegata a –14.
Il tricolore sarebbe stato revocato l'anno seguente, alla luce delle sentenze di Calciopoli – le cui indagini della giustizia sportiva riguardarono 19 partite di questo campionato –, non incorrendo in ulteriore assegnazione. Le sentenze della giustizia ordinaria emesse nel ventennio seguente, in contrasto con quanto detto poc'anzi, stabilirono che gli eventi accertati in sede sportiva non avevano determinato alterazioni nella classifica finale.

## Divise e sponsor
Lo sponsor tecnico della Juventus per la stagione 2004-2005 è Nike, mentre gli sponsor ufficiali sono Sky Sport in campionato e Tamoil nelle coppe.
La prima divisa presenta una maglia con palatura molto larga e riga centrale nera, abbinata a pantaloncini e calzettoni bianchi; viene confermata la numerazione gialla introdotta nella stagione precedente, arricchita da un «effetto chiariscuro» e dalla riproposizione dello stemma sociale in dimensioni ridotte. La seconda divisa, molto innovativa per l'epoca, è caratterizzata da un template a «codice a barre» rosablù mentre la terza divisa – deputata a muta di cortesia in campo europeo –, più nel solco della tradizione juventina, consta di un completo a tinta unita blu con dettagli e piping gialli.
Tutte le divise portano al debutto il nuovo stemma del club, svelato a Lisbona nell'ambito del campionato d'Europa 2004 e che, pur non discostandosi dall'araldica bianconera, si presenta come un profondo redesign del precedente: la novità più significativa risiede nella rimozione delle stelle, in quanto considerate un riconoscimento sportivo – quindi, variabile nel tempo – e non parte dell'identità juventina.
| Casa | Trasferta | Terza divisa |

L'8 dicembre 2004, in occasione della partita della fase a gironi di UEFA Champions League sul terreno del Maccabi Tel Aviv, la squadra è scesa in campo senza sponsor di maglia a causa degli attriti tra Israele e il governo libico, all'epoca proprietario del jersey sponsor juventino Tamoil.
| 1ª portiere | 2ª portiere | 3ª portiere |

## Organigramma societario
ORGANI DI AMMINISTRAZIONE E CONTROLLO
Consiglio di amministrazione
- Presidente: Franzo Grande Stevens
- Vicepresidente: Roberto Bettega
- Amministratore delegato: Antonio Giraudo
- Amministratore e Direttore generale: Luciano Moggi
- Amministratori: Giancarlo Cerruti, Andrea Pininfarina, Fabrizio Prete, Claudio Saracco, Daniel John Winteler

Collegio sindacale
- Presidente: Giorgio Giorgi
- Sindaci effettivi: Alberto Ferrero, Carlo Re
- Sindaci supplenti: Gianluca Ferrero, Paolo Piccatti

AREE E MANAGEMENT
Area comunicazione
- Ufficio stampa: Marco Girotto
- Contenuti editoriali: Enrica Tarchi
- Ufficio marketing: Stefano Corona
- Investor Relations: Marco Re
- Corporate Communication: Daniele Pinosa

Area tecnica
- Allenatore: Fabio Capello
- Allenatore in seconda: Giancarlo Corradini
- Collaboratore tecnico: Italo Galbiati
- Preparatore dei portieri: Franco Tancredi
- Preparatori atletici: M. Neri, A. Scanavino

## Rosa
Rosa e numerazione aggiornate al 20 aprile 2005.
| N. |                      | Ruolo | Calciatore                      |
| -- | -------------------- | ----- | ------------------------------- |
| 1  | Italia (bandiera)    | P     | Gianluigi Buffon                |
| 2  | Italia (bandiera)    | D     | Ciro Ferrara                    |
| 3  | Italia (bandiera)    | C     | Alessio Tacchinardi             |
| 4  | Uruguay (bandiera)   | D     | Paolo Montero                   |
| 5  | Croazia (bandiera)   | D     | Igor Tudor                      |
| 6  | Italia (bandiera)    | D     | Nicola Legrottaglie             |
| 7  | Italia (bandiera)    | D     | Gianluca Pessotto               |
| 8  | Brasile (bandiera)   | C     | Emerson                         |
| 9  | Italia (bandiera)    | A     | Fabrizio Miccoli                |
| 9  | Svezia (bandiera)    | A     | Zlatan Ibrahimović              |
| 10 | Italia (bandiera)    | A     | Alessandro Del Piero (capitano) |
| 11 | Rep. Ceca (bandiera) | C     | Pavel Nedvěd                    |
| 12 | Italia (bandiera)    | P     | Antonio Chimenti                |
| 13 | Italia (bandiera)    | D     | Mark Iuliano                    |
| 15 | Italia (bandiera)    | D     | Alessandro Birindelli           |

| N. |                    | Ruolo | Calciatore                    |
| -- | ------------------ | ----- | ----------------------------- |
| 16 | Italia (bandiera)  | C     | Mauro Camoranesi              |
| 17 | Francia (bandiera) | A     | David Trezeguet               |
| 18 | Ghana (bandiera)   | C     | Stephen Appiah                |
| 19 | Italia (bandiera)  | D     | Gianluca Zambrotta            |
| 20 | Italia (bandiera)  | C     | Manuele Blasi                 |
| 21 | Francia (bandiera) | D     | Lilian Thuram (vice capitano) |
| 22 | Francia (bandiera) | P     | Landry Bonnefoi               |
| 23 | Francia (bandiera) | C     | Olivier Kapo                  |
| 24 | Uruguay (bandiera) | A     | Rubén Olivera                 |
| 25 | Uruguay (bandiera) | A     | Marcelo Zalayeta              |
| 27 | Francia (bandiera) | D     | Jonathan Zebina               |
| 28 | Italia (bandiera)  | D     | Fabio Cannavaro               |
| 30 | Romania (bandiera) | A     | Adrian Mutu                   |
| 34 | Italia (bandiera)  | D     | Andrea Masiello               |
| 37 | Italia (bandiera)  | A     | Rey Volpato                   |

## Risultati

### Serie A

#### Girone di andata
| Arbitro: | Trefoloni (Siena) |

|  |           |                                          |
|  | Marcatori | 35’ Nedvěd 38’ Trezeguet 69’ Ibrahimović |

| Arbitro: | De Santis (Tivoli) |

|                    |           |  |
| Trezeguet 14’, 58’ | Marcatori |  |

| Arbitro: | Dondarini (Finale Emilia) |

|  |           |                                                    |
|  | Marcatori | 19’ (rig.) Del Piero 69’ Ibrahimović 87’ Trezeguet |

| Arbitro: | Bertini (Arezzo) |

|                 |           |              |
| Ibrahimović 53’ | Marcatori | 17’ Zaccardo |

| Arbitro: | Farina (Novi Ligure) |

|  |           |              |
|  | Marcatori | 60’ Zalayeta |

| Arbitro: | Trefoloni (Siena) |

|                         |           |              |
| Zalayeta 26’ Nedvěd 54’ | Marcatori | 69’ Zampagna |

| Arbitro: | Bertini (Arezzo) |

|  |           |                                   |
|  | Marcatori | 53’, 60’ Del Piero 63’ Camoranesi |

| Arbitro: | Collina (Viareggio) |

|                            |           |  |
| Del Piero 31’ Zalayeta 74’ | Marcatori |  |

| Arbitro: | Pieri (Lucca) |

|                                         |           |  |
| Zalayeta 25’ Nedvěd 65’ Ibrahimović 79’ | Marcatori |  |

| Arbitro: | Paparesta (Bari) |

|                         |           |                 |
| Colucci 13’ Zamboni 26’ | Marcatori | 14’ Ibrahimović |

| Arbitro: | Farina (Novi Ligure) |

|             |           |  |
| Olivera 72’ | Marcatori |  |

| Arbitro: | De Santis (Tivoli) |

|  |           |               |
|  | Marcatori | 14’ Del Piero |

| Arbitro: | Rodomonti (Teramo) |

|                          |           |                                     |
| C. Vieri 79’ Adriano 85’ | Marcatori | 53’ Zalayeta 66’ (rig.) Ibrahimović |

| Arbitro: | Dondarini (Finale Emilia) |

|                             |           |            |
| Olivera 40’ Ibrahimović 75’ | Marcatori | 11’ Pandev |

| Arbitro: | Pieri (Lucca) |

|  |           |            |
|  | Marcatori | 86’ Nedvěd |

| Torino 18 dicembre 2004, ore 20:30 CET 16ª giornata | Juventus         | 0 – 0 referto | Milan | Stadio delle Alpi (54 181 spett.)\| Arbitro: \| Bertini (Arezzo) \| |
| Arbitro:                                            | Bertini (Arezzo) |               |       |                                                                     |

| Arbitro: | De Santis (Tivoli) |

|                |           |                 |
| Marchionni 85’ | Marcatori | 64’ Ibrahimović |

| Arbitro: | Farina (Novi Ligure) |

|                                                          |           |                        |
| Del Piero 18’ Camoranesi 25’, 90’ (rig.) Ibrahimović 75’ | Marcatori | 42’ Vidigal 80’ Melara |

| Arbitro: | Racalbuto (Gallarate) |

|          |           |             |
| Zola 89’ | Marcatori | 55’ Emerson |

#### Girone di ritorno
| Arbitro: | Rodomonti (Teramo) |

|                                  |           |  |
| Trezeguet 12’ Domizzi 43’ (aut.) | Marcatori |  |

| Arbitro: | Collina (Viareggio) |

|                     |           |                                  |
| Thuram 90+1’ (aut.) | Marcatori | 23’ Olivera 80’ (rig.) Del Piero |

| Arbitro: | Messina (Bergamo) |

|  |           |           |
|  | Marcatori | 34’ Diana |

| Arbitro: | De Santis (Tivoli) |

|             |           |  |
| Brienza 12’ | Marcatori |  |

| Arbitro: | Rodomonti (Teramo) |

|                               |           |                  |
| Ibrahimović 1’ Camoranesi 49’ | Marcatori | 90+2’ Di Michele |

| Messina 19 febbraio 2005, ore 18:00 CET 25ª giornata | Messina              | 0 – 0 referto | Juventus | Stadio San Filippo (ca 37 500 spett.)\| Arbitro: \| Farina (Novi Ligure) \| |
| Arbitro:                                             | Farina (Novi Ligure) |               |          |                                                                             |

| Arbitro: | Collina (Viareggio) |

|                                       |           |  |
| Del Piero 35’, 63’ (rig.) Emerson 50’ | Marcatori |  |

| Arbitro: | Racalbuto (Gallarate) |

|             |           |                                    |
| Cassano 39’ | Marcatori | 11’ Cannavaro 44’ (rig.) Del Piero |

| Arbitro: | Paparesta (Bari) |

|  |           |             |
|  | Marcatori | 87’ Olivera |

| Arbitro: | Messina (Bergamo) |

|               |           |  |
| Del Piero 65’ | Marcatori |  |

| Arbitro: | Collina (Viareggio) |

|                                        |           |                                    |
| Pazzini 14’ Chiellini 36’ Dainelli 75’ | Marcatori | 22’ Del Piero 59’, 82’ Ibrahimović |

| Arbitro: | Trefoloni (Siena) |

|                                                 |           |                                  |
| Appiah 16’ Ibrahimović 34’, 43’, 82’ Nedvěd 56’ | Marcatori | 7’ Vučinić 89’ (rig.) Dalla Bona |

| Arbitro: | De Santis (Tivoli) |

|  |           |          |
|  | Marcatori | 24’ Cruz |

| Arbitro: | Trefoloni (Siena) |

|  |           |            |
|  | Marcatori | 85’ Nedvěd |

| Arbitro: | Messina (Bergamo) |

|                            |           |            |
| Cannavaro 20’ Zalayeta 25’ | Marcatori | 29’ Giunti |

| Arbitro: | Collina (Viareggio) |

|  |           |               |
|  | Marcatori | 28’ Trezeguet |

| Arbitro: | Paparesta (Bari) |

|                              |           |  |
| Del Piero 6’ Ibrahimović 23’ | Marcatori |  |

| Arbitro: | Messina (Bergamo) |

|                             |           |                          |
| Protti 47’ C. Lucarelli 55’ | Marcatori | 10’ Nedvěd 66’ Trezeguet |

| Arbitro: | Banti (Livorno) |

|                                             |           |               |
| Del Piero 43’ Trezeguet 51’, 74’ Appiah 59’ | Marcatori | 61’, 87’ Zola |

### UEFA Champions League

#### Fase di qualificazione
| Arbitro: | Fandel |

|                           |           |                                  |
| Trezeguet 50’ Emerson 59’ | Marcatori | 45+1’ (rig.) Johansson 49’ Hysén |

| Arbitro: | Poll |

|            |           |                                             |
| Arneng 19’ | Marcatori | 10’ Del Piero 35’, 87’ Trezeguet 54’ Nedvěd |

#### Fase a gironi
| Arbitro: | Meier |

|  |           |            |
|  | Marcatori | 42’ Nedvěd |

| Arbitro: | Hamer |

|                |           |  |
| Camoranesi 37’ | Marcatori |  |

| Arbitro: | Mejuto González |

|            |           |  |
| Nedvěd 75’ | Marcatori |  |

| Arbitro: | Poll |

|  |           |               |
|  | Marcatori | 90’ Del Piero |

| Arbitro: | Plautz |

|              |           |  |
| Zalayeta 15’ | Marcatori |  |

| Arbitro: | Sars |

|                 |           |               |
| Dego 29’ (rig.) | Marcatori | 71’ Del Piero |

#### Fase a eliminazione diretta
| Arbitro: | Micheľ |

|              |           |  |
| Helguera 31’ | Marcatori |  |

| Arbitro: | Merk |

|                             |           |  |
| Trezeguet 75’ Zalayeta 116’ | Marcatori |  |

| Arbitro: | De Bleeckere |

|                            |           |               |
| Hyypiä 10’ Luis García 25’ | Marcatori | 63’ Cannavaro |

| Torino 13 aprile 2005, ore 20:45 CEST Quarti di finale - Ritorno | Juventus | 0 – 0 referto | Liverpool | Stadio delle Alpi (55 464 spett.)\| Arbitro: \| Ivanov \| |
| Arbitro:                                                         | Ivanov   |               |           |                                                           |

### Coppa Italia

#### Fase finale
| Arbitro: | Bergonzi (Genova) |

|                  |           |  |
| Lazzari 58’, 76’ | Marcatori |  |

| Arbitro: | Ayroldi (Molfetta) |

|                                             |           |                         |
| Natali 4’ (aut.) Zalayeta 33’ Trezeguet 79’ | Marcatori | 10’, 43’, 90+1’ Lazzari |

## Statistiche

### Statistiche di squadra
| Competizione          | Punti | In casa | In casa | In casa | In casa | In casa | In casa | In trasferta | In trasferta | In trasferta | In trasferta | In trasferta | In trasferta | Totale | Totale | Totale | Totale | Totale | Totale | DR  |
| Competizione          | Punti | G       | V       | N       | P       | Gf      | Gs      | G            | V            | N            | P            | Gf           | Gs           | G      | V      | N      | P      | Gf     | Gs     | DR  |
| --------------------- | ----- | ------- | ------- | ------- | ------- | ------- | ------- | ------------ | ------------ | ------------ | ------------ | ------------ | ------------ | ------ | ------ | ------ | ------ | ------ | ------ | --- |
| Serie A               | 86    | 19      | 15      | 2       | 2       | 38      | 13      | 19           | 11           | 6            | 2            | 29           | 14           | 38     | 26     | 8      | 4      | 67     | 27     | +40 |
| Coppa Italia          | -     | 1       | 0       | 1       | 0       | 3       | 3       | 1            | 0            | 0            | 1            | 0            | 2            | 2      | 0      | 1      | 1      | 3      | 5      | -2  |
| UEFA Champions League | -     | 6       | 4       | 2       | 0       | 7       | 2       | 6            | 3            | 1            | 2            | 8            | 5            | 12     | 7      | 3      | 2      | 15     | 7      | +8  |
| Totale                | -     | 26      | 19      | 5       | 2       | 48      | 18      | 26           | 14           | 7            | 5            | 37           | 21           | 52     | 33     | 12     | 7      | 85     | 39     | +46 |

### Andamento in campionato
| Giornata  | 1 | 2 | 3 | 4 | 5 | 6 | 7 | 8 | 9 | 10 | 11 | 12 | 13 | 14 | 15 | 16 | 17 | 18 | 19 | 20 | 21 | 22 | 23 | 24 | 25 | 26 | 27 | 28 | 29 | 30 | 31 | 32 | 33 | 34 | 35 | 36 | 37 | 38 |
| --------- | - | - | - | - | - | - | - | - | - | -- | -- | -- | -- | -- | -- | -- | -- | -- | -- | -- | -- | -- | -- | -- | -- | -- | -- | -- | -- | -- | -- | -- | -- | -- | -- | -- | -- | -- |
| Luogo     | T | C | T | C | T | C | T | C | T | C  | C  | T  | T  | C  | T  | C  | T  | C  | T  | C  | T  | C  | T  | C  | T  | C  | T  | T  | C  | T  | C  | C  | T  | C  | T  | C  | T  | C  |
| Risultato | V | V | V | N | V | V | V | V | V | P  | V  | V  | N  | V  | V  | N  | N  | V  | N  | V  | V  | P  | P  | V  | N  | V  | V  | V  | V  | N  | V  | P  | V  | V  | V  | V  | N  | V  |
| Posizione | 1 | 1 | 1 | 1 | 1 | 1 | 1 | 1 | 1 | 1  | 1  | 1  | 1  | 1  | 1  | 1  | 1  | 1  | 1  | 1  | 1  | 1  | 1  | 1  | 2  | 2  | 2  | 2  | 2  | 2  | 1  | 1  | 2  | 2  | 1  | 1  | 1  | 1  |

Fonte:  Serie A – Classifiche, su legaseriea.it. URL consultato l'11 novembre 2017 (archiviato dall'url originale il 12 giugno 2018).
Legenda:

Luogo: C = Casa; T = Trasferta. Risultato: V = Vittoria; N = Pareggio; P = Sconfitta.

### Statistiche dei giocatori
| Giocatore       | Serie A  | Serie A | Serie A     | Serie A    | Coppa Italia | Coppa Italia | Coppa Italia | Coppa Italia | Champions League | Champions League | Champions League | Champions League | Totale   | Totale | Totale      | Totale     |
| Giocatore       | Presenze | Reti    | Ammonizioni | Espulsioni | Presenze     | Reti         | Ammonizioni  | Espulsioni   | Presenze         | Reti             | Ammonizioni      | Espulsioni       | Presenze | Reti   | Ammonizioni | Espulsioni |
| --------------- | -------- | ------- | ----------- | ---------- | ------------ | ------------ | ------------ | ------------ | ---------------- | ---------------- | ---------------- | ---------------- | -------- | ------ | ----------- | ---------- |
| S. Appiah       | 18       | 2       | 4           | 0          | 2            | 0            | 0            | 0            | 3                | 0                | 0                | 0                | 23       | 2      | 4           | 0          |
| A. Birindelli   | 12       | 0       | 1           | 0          | 2            | 0            | 0            | 0            | 4                | 0                | 1                | 0                | 18       | 0      | 2           | 0          |
| M. Blasi        | 27       | 0       | 6           | 0          | 1            | 0            | 0            | 0            | 8                | 0                | 3                | 0                | 36       | 0      | 9           | 0          |
| G. Buffon       | 37       | -23     | 0           | 0          | 0            | 0            | 0            | 0            | 11               | -6               | 0                | 0                | 48       | -29    | 0           | 0          |
| M. Camoranesi   | 36       | 4       | 6           | 0          | 1            | 0            | 0            | 0            | 9                | 1                | 3                | 0                | 46       | 5      | 9           | 0          |
| F. Cannavaro    | 38       | 2       | 2           | 0          | 0            | 0            | 0            | 0            | 9                | 1                | 2                | 0                | 47       | 3      | 4           | 0          |
| A. Chimenti     | 2        | -4      | 0           | 0          | 2            | -5           | 0            | 0            | 1                | -1               | 0                | 0                | 5        | -10    | 0           | 0          |
| A. Del Piero    | 30       | 14      | 2           | 0          | 1            | 0            | 0            | 0            | 10               | 3                | 1                | 0                | 41       | 17     | 3           | 0          |
| Emerson         | 33       | 2       | 5           | 1          | 0            | 0            | 0            | 0            | 11               | 1                | 3                | 0                | 44       | 3      | 8           | 1          |
| C. Ferrara      | 4        | 0       | 0           | 0          | 1            | 0            | 0            | 0            | 0                | 0                | 0                | 0                | 5        | 0      | 0           | 0          |
| Z. Ibrahimović  | 35       | 16      | 4           | 0          | 0            | 0            | 0            | 0            | 10               | 0                | 2                | 0                | 45       | 16     | 6           | 0          |
| M. Iuliano      | 0        | 0       | 0           | 0          | 1            | 0            | 0            | 0            | 0                | 0                | 0                | 0                | 1        | 0      | 0           | 0          |
| O. Kapo         | 14       | 0       | 0           | 0          | 2            | 0            | 0            | 0            | 3                | 0                | 0                | 0                | 19       | 0      | 0           | 0          |
| N. Legrottaglie | 0        | 0       | 0           | 0          | 1            | 0            | 0            | 0            | 1                | 0                | 0                | 0                | 2        | 0      | 0           | 0          |
| A. Masiello     | 1        | 0       | 0           | 0          | 0            | 0            | 0            | 0            | 0                | 0                | 0                | 0                | 1        | 0      | 0           | 0          |
| F. Miccoli      | 0        | 0       | 0           | 0          | 0            | 0            | 0            | 0            | 1                | 0                | 1                | 0                | 1        | 0      | 1           | 0          |
| P. Montero      | 5        | 0       | 2           | 0          | 1            | 0            | 0            | 0            | 6                | 0                | 1                | 0                | 12       | 0      | 3           | 0          |
| A. Mutu         | 1        | 0       | 0           | 0          | 0            | 0            | 0            | 0            | 0                | 0                | 0                | 0                | 1        | 0      | 0           | 0          |
| P. Nedvěd       | 27       | 7       | 7           | 0          | 1            | 0            | 0            | 0            | 10               | 3                | 1                | 0                | 38       | 10     | 8           | 0          |
| R. Olivera      | 18       | 4       | 7           | 1          | 2            | 0            | 1            | 0            | 8                | 0                | 1                | 0                | 28       | 4      | 9           | 1          |
| G. Pessotto     | 19       | 0       | 1           | 0          | 1            | 0            | 0            | 0            | 6                | 0                | 0                | 0                | 26       | 0      | 1           | 0          |
| A. Tacchinardi  | 16       | 0       | 2           | 0          | 2            | 0            | 0            | 1            | 6                | 0                | 2                | 1                | 24       | 0      | 4           | 2          |
| L. Thuram       | 37       | 0       | 5           | 0          | 1            | 0            | 0            | 0            | 11               | 0                | 2                | 0                | 49       | 0      | 7           | 0          |
| D. Trezeguet    | 18       | 9       | 0           | 0          | 1            | 1            | 0            | 0            | 5                | 4                | 0                | 0                | 24       | 14     | 0           | 0          |
| I. Tudor        | 2        | 0       | 1           | 0          | 1            | 0            | 0            | 0            | 1                | 0                | 0                | 0                | 4        | 0      | 1           | 0          |
| R. Volpato      | 0        | 0       | 0           | 0          | 1            | 0            | 0            | 0            | 0                | 0                | 0                | 0                | 1        | 0      | 0           | 0          |
| M. Zalayeta     | 28       | 6       | 1           | 0          | 2            | 1            | 0            | 0            | 8                | 2                | 0                | 0                | 38       | 9      | 1           | 0          |
| G. Zambrotta    | 36       | 0       | 3           | 0          | 0            | 0            | 0            | 0            | 12               | 0                | 2                | 0                | 48       | 0      | 5           | 0          |
| J. Zebina       | 24       | 0       | 7           | 0          | 1            | 0            | 1            | 0            | 6                | 0                | 1                | 0                | 31       | 0      | 9           | 0          |

## Giovanili

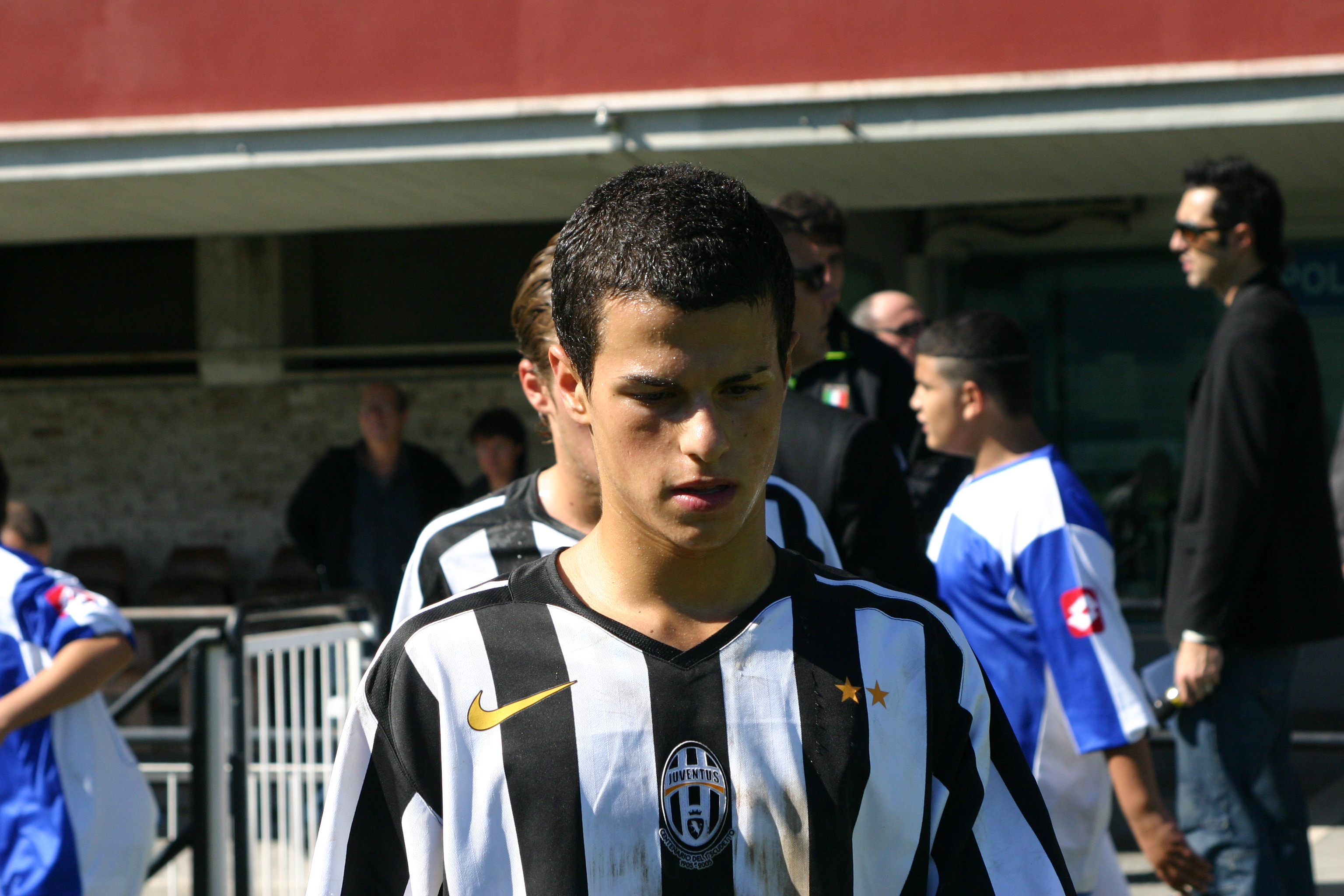
Il promettente trequartista Sebastian Giovinco, campione d'Italia con la squadra Berretti e aggregato alla squadra Primavera nel vittorioso Torneo di Viareggio.

### Organigramma
Area sportiva
- Talent Scout: Franco Ceravolo[52]

Area tecnica
- Primavera
  - Allenatore: Vincenzo Chiarenza[53]
- Berretti
  - Allenatore: Maurizio Schincaglia[53]
- Allievi Professionisti
  - Allenatore: Massimo Storgato[53]
- Allievi Sperimentali
  - Allenatore: Gianlugi Gentile[53]
- Giovanissimi Professionisti
  - Allenatore: Domenico Maggiora[53]
- Giovanissimi Sperimentali
  - Allenatore: Gianluca Alunni[53]

### Piazzamenti
- Primavera:
  - Campionato: semifinale[53]
  - Coppa Italia: semifinale
  - Supercoppa: finale[54]
  - Torneo di Viareggio: vincitrice[55]
- Berretti:
  - Campionato: vincitrice (torneo Serie A-B-D)[53]
- Allievi Professionisti:
  - Campionato: finale[53]
  - Torneo Città di Arco: terzo posto
- Allievi Sperimentali:
  - Campionato: finale[53]
- Giovanissimi Professionisti:
  - Campionato: fase finale[53]
- Giovanissimi Sperimentali:
  - Campionato: vincitrice[53]